# Trichoplusia collateralis
Trichoplusia collateralis là một loài bướm đêm trong họ Noctuidae.